# Delias ottonia
Delias ottonia är en fjärilsart som beskrevs av Semper 1890. Delias ottonia ingår i släktet Delias och familjen vitfjärilar. Inga underarter finns listade i Catalogue of Life.